# Be-Be
Be-Be is een Duits historisch merk van motorfietsen.
De bedrijfsnaam was: Berlin-Burger-Eisenwerk AG, Berlin.
Be-Be was een van de honderden merken die in 1923 in Duitsland ontstonden. Net als de meeste andere merken richtte het zich op de vraag naar lichte, goedkope vervoermiddelen. Het onooglijke model met de zeer lichte 117cc-tweetaktmotor kon klanten echter niet bekoren, temeer daar er alleen al in Berlijn tientallen motorfietsmerken bestonden. Toch hield Be-Be het nog vrij lang vol. Terwijl in 1925 ruim 150 van deze nieuwe, kleine merken verdwenen, bleef Be-Be tot 1927 in productie, waarschijnlijk omdat het Berlin-Burger Eisenwerk ook nog andere inkomsten had.
- Niet te verwarren met het motorfietsenmerk BB